# Kornelia Fiedkiewicz
Kornelia Fiedkiewicz (ur. 5 sierpnia 2001 w Legnicy) – polska pływaczka specjalizująca się w stylu dowolnym, mistrzyni Europy w sztafecie 4 × 100 m stylem zmiennym (2024).

## Kariera
W 2017 roku na mistrzostwach Europy juniorów w Netanji zdobyła brązowy medal w sztafecie mieszanej 4 × 100 m stylem dowolnym. Na dystansie 50 m stylem dowolnym była siódma.
Rok później, podczas mistrzostw Europy juniorów w Helsinkach w tej samej konkurencji wywalczyła brązowy medal, uzyskawszy czas 25,53 s.
W grudniu 2019 roku na mistrzostwach Europy na krótkim basenie w Glasgow wraz z Alicją Tchórz, Dominiką Sztanderą i Katarzyną Wasick zwyciężyła w sztafecie 4 × 50 m stylem zmiennym. Polki z czasem 1:44,85 poprawiły także rekord kraju.